# Thierry Tusseau
Thierry Tusseau est un footballeur français né le 19 janvier 1958 à Noisy-le-Grand (Seine-et-Oise). Il évolue au poste de milieu de terrain ou défenseur latéral gauche du milieu des années 1970 au début des années 1990.
Formé au FC Nantes, il remporte avec ce club le championnat de France en 1977, 1980 et 1983 ainsi que la Coupe de France en 1979. Il s'engage en 1983 aux Girondins de Bordeaux et gagne avec ce club le championnat en 1984 et 1985 ainsi que la coupe de France 1986. Après deux ans au Matra Racing, il termine sa carrière en 1991 au Stade de Reims.
Il compte vingt-deux sélections en équipe de France et remporte le Championnat d'Europe des Nations en 1984 et la 
Coupe Intercontinentale des Nations en 1985. Il est également, avec la sélection, troisième de la Coupe du monde 1986.

## Biographie

### Parcours en club
Milieu de terrain ou défenseur latéral gauche... voire ailier gauche, il remplit sa carrière polyvalente en passant tout d'abord par le FC Nantes de 1973 à 1983, puis de 1983 à 1986 par les Girondins de Bordeaux, avec ces deux clubs, il côtoie le haut niveau français et européen et gagne l'ensemble de ses titres.
Ensuite, de 1986 à 1988, il passe par l'ambitieux RC Paris de Jean-Luc Lagardère, mais à cause de l'échec chronique de l'équipe parisienne à atteindre ses énormes objectifs, il quitte le navire et termine sa carrière en Division 2 au Stade de Reims de 1988 à 1991. Il met un terme à sa carrière professionnelle après la liquidation judiciaire du club champenois.

### Parcours en sélection
Il débute en équipe de France le 30 mars 1977 à Dublin contre l'Irlande. Malgré la défaite 1 à 0, la carrière du jeune international s'annonce prometteuse.
Michel Hidalgo le sélectionne comme milieu défensif dans le groupe champion d'Europe en 1984. Après l'expulsion de Manuel Amoros dès le 1er match contre le Danemark, Jean-François Domergue se révèle comme un titulaire surprenant au poste de latéral gauche. Dès lors, la polyvalence de Thierry Tusseau sera précieuse pour le moral du groupe futur champion d'Europe.
De 1984 à 1986, il s'impose comme la doublure de Manuel Amoros.
Sélectionné comme latéral gauche pour la Coupe du monde de football de 1986 par Henri Michel, sa polyvalence permet de rassurer un groupe très fourni en milieux offensifs dans le cas d'une défaillance des milieux défensifs Tigana ou Fernandez. Le Toulousain Jean-François Domergue n'est donc pas retenu malgré ses exploits passés, et critiquera vivement le choix du sélectionneur. Finalement, Manuel Amoros se révèle meilleur latéral gauche de la Coupe du monde. Tusseau participe au fameux quart de finale contre le Brésil où il débute comme milieu défensif, Fernandez reculant au poste d'arrière droit pour remplacer William Ayache, suspendu. Il entre en jeu dans trois autres matchs : contre le Canada, contre l'Italie et dans la petite finale face à la Belgique.
Il compte à son actif 22 sélections en équipe de France A, entre 1977 et 1986.

### Reconversion
Il devient par la suite commercial en vins et champagne.

## Statistiques
| Saison                | Club                  | Championnat           | Championnat | Championnat | Coupe(s) nationale(s) | Coupe(s) nationale(s) | Supercoupe | Supercoupe | Compétition(s) continentale(s) | Compétition(s) continentale(s) | Compétition(s) continentale(s) | France | France | Total | Total |
| Saison                | Club                  | Division              | M.          | B.          | M.                    | B.                    | M.         | B.         | Comp.                          | M.                             | B.                             | M.     | B.     | M.    | B.    |
| 1974-1975             | FC Nantes             | Division 1            | 1           | 0           | -                     | -                     | -          | -          | -                              | -                              | -                              | -      | -      | 1     | 0     |
| 1975-1976             | FC Nantes             | Division 1            | 21          | 0           | -                     | -                     | -          | -          | -                              | -                              | -                              | -      | -      | 21    | 0     |
| 1976-1977             | FC Nantes             | Division 1            | 26          | 2           | 9                     | 2                     | -          | -          | -                              | -                              | -                              | 2      | 0      | 37    | 4     |
| 1977-1978             | FC Nantes             | Division 1            | 30          | 1           | 6                     | 0                     | -          | -          | C1                             | 4                              | 0                              | 1      | 0      | 41    | 1     |
| 1978-1979             | FC Nantes             | Division 1            | 35          | 1           | 10                    | 1                     | -          | -          | C3                             | 1                              | 0                              | -      | -      | 46    | 2     |
| 1979-1980             | FC Nantes             | Division 1            | 34          | 2           | 3                     | 0                     | -          | -          | C2                             | 8                              | 1                              | 2      | 0      | 47    | 3     |
| 1980-1981             | FC Nantes             | Division 1            | 33          | 1           | 3                     | 0                     | -          | -          | C1                             | 4                              | 0                              | -      | -      | 40    | 1     |
| 1981-1982             | FC Nantes             | Division 1            | 19          | 3           | 1                     | 0                     | -          | -          | -                              | -                              | -                              | -      | -      | 20    | 3     |
| 1982-1983             | FC Nantes             | Division 1            | 37          | 2           | 10                    | 1                     | -          | -          | -                              | -                              | -                              | 4      | 0      | 51    | 3     |
| Sous-total            | Sous-total            | Sous-total            | 236         | 12          | 42                    | 4                     | -          | -          | -                              | 17                             | 1                              | 9      | 0      | 304   | 17    |
| 1983-1984             | Girondins de Bordeaux | Division 1            | 24          | 2           | 5                     | 0                     | -          | -          | -                              | -                              | -                              | 3      | 0      | 32    | 2     |
| 1984-1985             | Girondins de Bordeaux | Division 1            | 35          | 1           | 2                     | 1                     | -          | -          | C1                             | 7                              | 1                              | 4      | 0      | 48    | 3     |
| 1985-1986             | Girondins de Bordeaux | Division 1            | 33          | 0           | 10                    | 1                     | 1          | 0          | -                              | -                              | -                              | 6      | 0      | 50    | 1     |
| Sous-total            | Sous-total            | Sous-total            | 92          | 3           | 17                    | 2                     | 1          | 0          | -                              | 7                              | 1                              | 13     | 0      | 130   | 6     |
| 1986-1987             | Matra Racing          | Division 1            | 32          | 1           | -                     | -                     | -          | -          | -                              | -                              | -                              | -      | -      | 32    | 1     |
| 1987-1988             | Matra Racing          | Division 1            | 17          | 0           | 3                     | 0                     | -          | -          | -                              | -                              | -                              | -      | -      | 20    | 0     |
| Sous-total            | Sous-total            | Sous-total            | 49          | 1           | 3                     | 0                     | -          | -          | -                              | -                              | -                              | -      | -      | 52    | 1     |
| 1988-1989             | Stade de Reims        | Division 2            | 32          | 2           | 2                     | 0                     | -          | -          | -                              | -                              | -                              | -      | -      | 34    | 2     |
| 1989-1990             | Stade de Reims        | Division 2            | 27          | 0           | 3                     | 0                     | -          | -          | -                              | -                              | -                              | -      | -      | 30    | 0     |
| 1990-1991             | Stade de Reims        | Division 2            | 26          | 0           | 1                     | 0                     | -          | -          | -                              | -                              | -                              | -      | -      | 27    | 0     |
| Sous-total            | Sous-total            | Sous-total            | 85          | 0           | 6                     | 0                     | -          | 0          | -                              | -                              | -                              | -      | -      | 91    | 0     |
| Total sur la carrière | Total sur la carrière | Total sur la carrière | 462         | 18          | 68                    | 6                     | 1          | 0          | -                              | 24                             | 2                              | 22     | 0      | 577   | 26    |

## Palmarès

### En club
- Champion de France en 1977, 1980 et  1983 avec le FC Nantes, en 1984 et  1985 avec les Girondins de Bordeaux
- Vainqueur de la Coupe de France en 1979 avec le FC Nantes et 1986 avec les Girondins de Bordeaux
- Vainqueur de la Coupe des Alpes en 1982 avec le FC Nantes
- Vainqueur de la Coupe Gambardella en 1974 et  1975 avec le FC Nantes
- Champion de France de Division 3 en 1974 avec la réserve du FC Nantes
- Vice-Champion de France en 1978, 1979 et 1981 avec le FC Nantes
- Finaliste de la Coupe de France en 1983 avec le FC Nantes
- 1/2 finaliste de la Coupe d'Europe des Vainqueurs de Coupe en 1980 avec le FC Nantes
- 1/2 finaliste de la Coupe d'Europe des Clubs Champions en 1985 avec les Girondins de Bordeaux

### En équipe de France
- Champion d'Europe des Nations en 1984
- Vainqueur de la Coupe Intercontinentale des Nations en 1985
- Troisième de la Coupe du Monde en 1986